# Indian Oil Corporation
Indian Oil Corporation, nota semplicemente come IOCL o IndianOil, è una società indiana fondata nel 1959 con sede a New Delhi in India, attiva nel settore della produzione di petrolio e gas di proprietà del Ministero del petrolio e del gas naturale e del governo indiano.
Indian Oil è stata classificata al 94º posto nell'elenco Fortune Global 500 tra le più grandi società del mondo nel 2022. È il più grande produttore di petrolio di proprietà del governo nel paese sia in termini di capacità che di ricavi. Indian Oil si occupa dell'intera catena di produzione e stoccaggio degli idrocarburi, compresa la raffinazione, gli oleodotti, la commercializzazione di prodotti petroliferi, l'esplorazione e la produzione di petrolio, gas naturale e prodotti petrolchimici.